# Турейка (Орловская область)
Туре́йка — деревня в Троснянском районе Орловской области России. Входит в состав Муравльского сельского поселения.

## География
Деревня находится в южной части Орловской области, в лесостепной зоне, в пределах центральной части Среднерусской возвышенности, на берегах реки Турейка, на расстоянии примерно 12 км (по прямой) к юго-востоку от села Тросна, административного центра района. Абсолютная высота — 208 м над уровнем моря.
Климат
Климат характеризуется как умеренно континентальный с умеренно морозной зимой и тёплым летом. Средняя многолетняя температура самого холодного месяца (января), составляет −9,7°С, температура самого тёплого (июля) — +19°С. Среднегодовое количество атмосферных осадков — 540 мм.
Часовой пояс
Деревня Турейка, как и вся Орловская область, находится в часовой зоне МСК (московское время). Смещение применяемого времени относительно UTC составляет +3:00.

## Население
| 2002 | 2010 |
| ---- | ---- |
| 183  | ↘115 |

Половой состав
По данным Всероссийской переписи населения 2010 года в гендерной структуре населения мужчины составляли 36,5 %, женщины — соответственно 63,5 %.
Национальный состав
Согласно результатам переписи 2002 года, в национальной структуре населения русские составляли 99 % из 183 чел.

## Известные уроженцы
- Кирсанов, Владимир Михайлович (1923—1988) — советский военачальник, генерал-майор, Герой Советского Союза.

## Инфраструктура
В деревне функционируют основная школа, фельдшерско-акушерский пункт и магазин.